# Конн, Ален
Ален Конн (фр. Alain Connes; род. 1 апреля 1947, Драгиньян, Франция) — французский математик, специалист в области исследования алгебр фон Неймана и операторных алгебр. За работу над алгебрами фон Неймана был удостоен Филдсовской премии.

## Биография
Ален Конн родился 1 апреля 1947 года в городе Драгиньян на юге Франции. В 1966—1970 годах учился в Высшей Нормальной школе Парижа. В 1973 году защитил диссертацию одновременно работая практикантом в CNRS. В 1976—1980 годах работал профессором в университете Пьера и Мари Кюри, в 1981—1984 годах был директором исследований в CNRS. Участник  группы «Николя Бурбаки». В настоящее время преподаёт в Высшем научном институте и в университете Вандербильта, также заведует кафедрой анализа и геометрии в Коллеж де Франс.

## Научные достижения
Ален Конн является одним из признанных специалистов в области изучения операторных алгебр. Его ранние работы касались алгебр фон Неймана. Также Конн известен своими работами в области теории чисел, дифференциальной геометрии и физики элементарных частиц. 3 апреля 2010 года Ален Конн опубликовал теорию, объясняющую все взаимодействия через некоммутативную геометрию, предсказания которой совпадают с выводами из Стандартной модели.

## Награды
- 1975 — Премия Эме-Берте Французской академии наук
- 1976 — Премия Пекко-Вимон Коллеж де Франс
- 1977 — Серебряная медаль Национального центра научных исследований
- 1980 — Премия Ампера
- 1982 — Филдсовская премия
- 2000 — Премия Математического института Клэя [6]
- 2001 — Премия Крафорда[7]
- 2004 — Золотая медаль Национального центра научных исследований [8]